# Đường cao tốc Bukbu

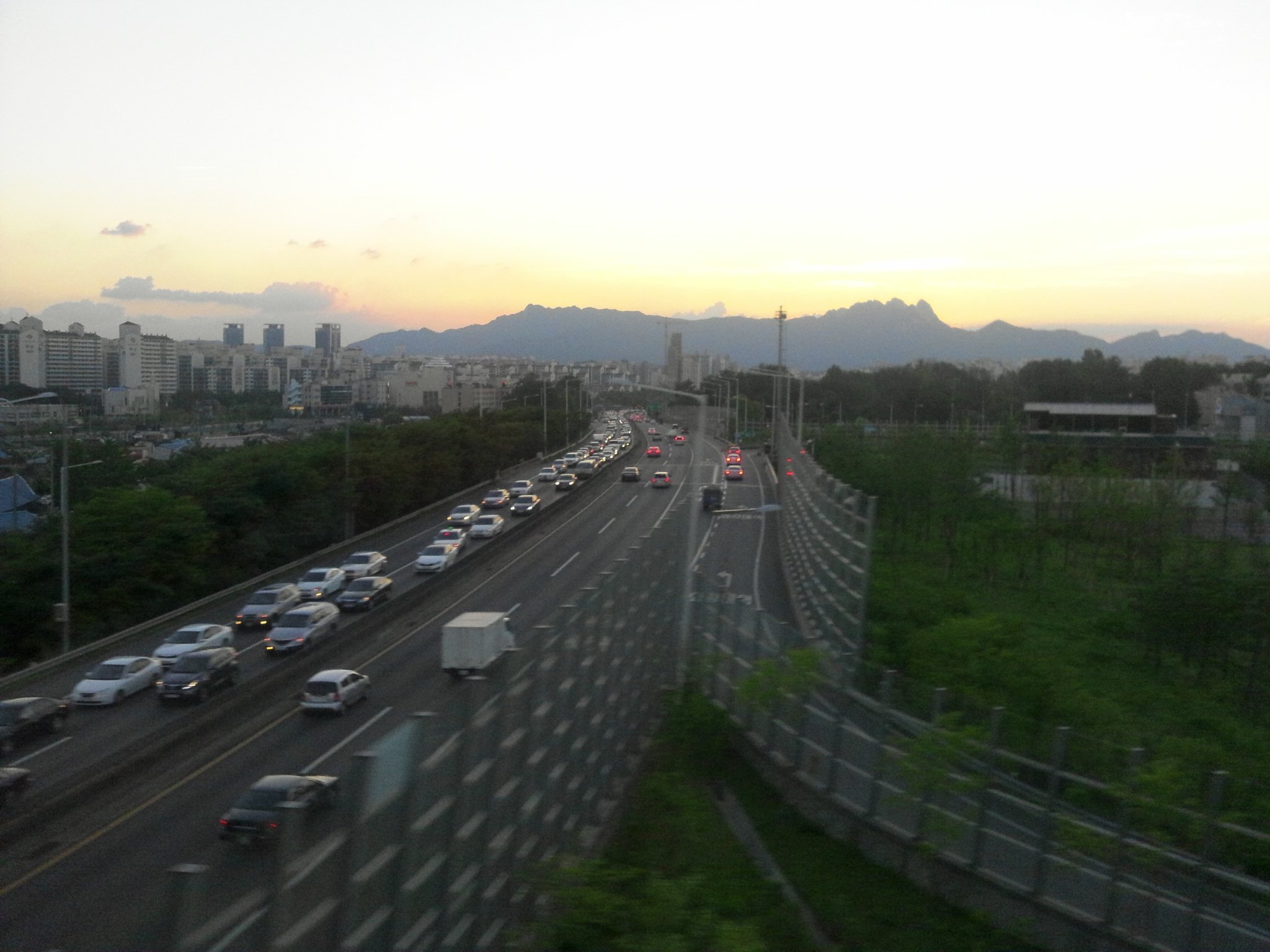
Giao lộ Sinnae vào buổi tối

Đường cao tốc Bukbu (Tiếng Hàn: 북부간선도로) là đường cao tốc đô thị dài 14,4 km (8,9 mi) nối Hawolgok JC ở Wolgok-dong, Seongbuk-gu, Seoul và Yangjeong-dong, Namyangju-si, Gyeonggi-do.
Ban đầu, Đường cao tốc đô thị Bukbu là tuyến đường nối đầu phía bắc của Cầu Seongsan và Guri IC, nhưng sau đó, tuyến đường này đã được rút ngắn đáng kể do đoạn giữa Cầu Seongsan và Hawolgok JC thuộc đường cao tốc Naebu, sau đó nó được mở rộng đến Namyangju. Nó được kết nối trực tiếp với đường cao tốc Naebu tại ngã ba Hawolgok.

## Lịch sử
- Năm 1993 : Khai trương đoạn 1.7 km giữa Sinnae IC ~ khu vực Seoul
- Năm 1996 ~ 1997[1] : Khai trương đoạn 1.2 km giữa Guri IC~ Cầu Donong 1
- 10 tháng 5 năm 1997 : Khai trương đoạn 3.12 km giữa Mukdong IC ~ khu vực Seoul (Muk-dong ~ Sinnae-dong, Jungnang-gu) và chỉ dành riêng cho ô tô[2]
- Tháng 6 năm 1997 : Khai trương đoạn 1.4 km giữa Mukdong IC ~ Sinnae IC và 2 km đoạn khu vực Seoul ~ Guri IC[3]
- Năm 2000 ~ 2001[4] : Khai trương đoạn 2.7 km giữa Cầu Donong 1 ~ Quốc lộ 6
- 16 tháng 1 năm 2002 : Khai trương đoạn 5.17 km giữa Hawolgok JC ~ Mukdong IC[5]
- 11 tháng 3 năm 2002 : Khia trương đoạn 5.175 km giữa Hawolgok JC ~ Mukdong IC(Wolgok-dong, Seongbuk-gu ~ Muk-dong, Jungnang-gu) và chỉ dành riêng cho ô tô[6]
- 22 tháng 5 năm 2002 : Khai trương đoạn đường dẫn trước Hawolgok[7]

## Điểm dừng
Seoul
- Seongbuk-gu - Nowon-gu - Jungnang-gu

Gyeonggi-do
- Guri-si - Namyangju-si

## Danh sách các cơ sở
- IC: 나들목 (Nút giao)
- JC: 분기점 (Nút giao)
- BR: 교량 (Cầu)
- (■): Phần đường chỉ dành cho ô tô

| Loại                            | Tên                             | Tên                             | Kết nối                                     | Vị trí                          | Vị trí                                  | Ghi chú                                                                |
| Loại                            | Tiếng Anh                       | Hangul                          | Kết nối                                     | Vị trí                          | Vị trí                                  | Ghi chú                                                                |
| Kết nối với Đường cao tốc Naebu | Kết nối với Đường cao tốc Naebu | Kết nối với Đường cao tốc Naebu | Kết nối với Đường cao tốc Naebu             | Kết nối với Đường cao tốc Naebu | Kết nối với Đường cao tốc Naebu         | Kết nối với Đường cao tốc Naebu                                        |
| ------------------------------- | ------------------------------- | ------------------------------- | ------------------------------------------- | ------------------------------- | --------------------------------------- | ---------------------------------------------------------------------- |
| JC                              | Hawolgok                        | 하월곡 분기점                   | Đường cao tốc Naebu                         | Seoul                           | Seongbuk-gu                             | Nhánh từ hướng Gireum                                                  |
| IC                              | Hawolgok IC                     | 하월곡 나들목                   | Hwarang-ro Wolgok-ro                        | Seoul                           | Seongbuk-gu                             | Không thể vào theo hướng Namyangju Không thể tiến vào theo hướng Seoul |
| IC                              | Wolleung IC                     | 월릉 나들목                     | Đường cao tốc đô thị Dongbu                 | Seoul                           | Seongbuk-gu                             | Không thể vào theo hướng Namyangju Không thể tiến vào theo hướng Seoul |
| IC                              | Mukdong IC                      | 묵동 나들목                     | Hwarang-ro Nowon-ro                         | Seoul                           | Jungnang-gu                             | Không thể vào theo hướng Namyangju Không thể tiến vào theo hướng Seoul |
| BR                              | Cầu Bonghwa                     | 봉화교                          |                                             | Seoul                           | Jungnang-gu                             |                                                                        |
| IC                              | Sinnae IC                       | 신내 나들목                     | Quốc lộ 47 (Gyeongchunbuk-ro, Yongmasan-ro) | Seoul                           | Jungnang-gu                             |                                                                        |
| IC                              | Jungnang IC                     | 중랑 나들목                     | Đường cao tốc Sejong–Pocheon                | Seoul                           | Jungnang-gu                             |                                                                        |
| IS                              | (Hầm chui)                      | (지하차도)                      | Inchang 2-ro                                | Guri-si                         | Inchang-dong                            |                                                                        |
| IC                              | Inchang IC                      | 인창 나들목                     | Inchang 1-ro                                | Guri-si                         | Inchang-dong                            |                                                                        |
| IC                              | Dongchang IC                    | 동창 나들목                     | Quốc lộ 43 Quốc lộ 46 (Donggureung-ro)      | Guri-si                         | Inchang-dong                            | Không thể vào theo hướng Namyangju Không thể tiến vào theo hướng Seoul |
| IC                              | Guri IC                         | 구리 나들목                     | Đường cao tốc vành đai 1 vùng thủ đô Seoul  | Guri-si                         | Inchang-dong                            |                                                                        |
| BR                              | Cầu Wangsukcheon                | 왕숙천교                        |                                             | Guri-si                         | Inchang-dong                            |                                                                        |
| BR                              | Cầu Wangsukcheon                | 왕숙천교                        | Namyangju-si                                | Dasan-dong                      |                                         |                                                                        |
| IC                              | (Cầu Donong 1)                  | (도농1교)                       | Namyangju-si                                | Dasan-dong                      | Donong-ro                               |                                                                        |
| BR                              | (Cầu Donong 2)                  | (도농2교)                       | Namyangju-si                                | Dasan-dong                      |                                         |                                                                        |
| IC                              | (Cầu Donong 3)                  | (도농3교)                       | Namyangju-si                                | Dasan-dong                      | Migeum-ro 189beon-gil                   | Không thể vào theo hướng Namyangju Không thể tiến vào theo hướng Seoul |
| IC                              | (Cầu Donong 5)                  | (도농5교)                       | Namyangju-si                                | Dasan-dong                      | Tỉnh lộ 383 (Jingwan-ro)                | Chỉ theo hướng Namyangju                                               |
| IC                              | Donong IC                       | 도농 나들목                     | Namyangju-si                                | Dasan-dong                      | Quốc lộ 6 (Gyeonggang-ro) Gyeongchun-ro | Không thể vào theo hướng Seoul                                         |
| Kết nối với Gyeonggang-ro       |                                 |                                 |                                             |                                 |                                         |                                                                        |